# Aserbaidschanische Volksmärchen
Die aserbaidschanischen Volksmärchen entstanden im 6. bis 7. Jahrhundert v. Chr. In diesen Volksmärchen kann man auf der einen Seite den Einfluss der Kultur des mittelalterlichen Orients, auf der anderen Seite griechisch-hellenische, kaukasisch-albanische Einflüsse bemerken. Auch die Transformation der altindischen und arabischen Folkloremotive kann erkannt werden. „Es ist kein Zufall, dass die aserbaidschanischen Forscher, wie M.H.Tahmasib, glauben, bei einigen erst in jüngster Zeit aufgezeichneten Märchenstoffen selbst medische Charakteristika nachweisen zu können.“ Den über Jahrhunderte von Generation zu Generation überlieferten aserbaidschanischen Volksmärchen kommt eine wichtige erzieherische Bedeutung zu. Sie haben außerdem einen großen Stellenwert in der Kultur Aserbaidschans. Diese Volkserzählungen geben Kunde von der aserbaidschanischen Vorstellungswelt, vom Glauben an den Sieg des Guten und der Hoffnung auf die ausgleichende Gerechtigkeit.

## Erste Sammlungen
Erste schriftliche Sammlungen und Veröffentlichungen aserbaidschanischer Märchen stammen aus den 1920er-Jahren. Die erste umfangreiche Ausgabe hat der aserbaidschanische Märchenforscher Himmət Əlizadə unternommen. 1936 brachte der andere Märchenforscher in Aserbaidschan Hənəfi Zeynallı eine weitere Sammlung heraus. Eine Ausgabe von Originaltexten in fünf Bänden (1959–1964) ist der Initiative von Məmmədhüseyn Təhmasib zu verdanken, die unter dem Namen „Azərbaycan nağılları“ erschienen ist.

## Märchentypen
Aserbaidschanische Volksmärchen können hauptsächlich als „Tiermärchen“, „Zaubermärchen“ und „Schwank- und Sozialmärchen“ klassifiziert werden.

### Tiermärchen
Die Zahl der Tiermärchen ist in der aserbaidschanischen Folklore relativ gering. Nach den handelnden Personen gliedern sie sich in zwei Gruppen:
- Märchen, in denen die handelnden Personen Tiere sind
- Märchen, in denen Menschen und Tiere gleichzeitig vorkommen

Diese Märchen sind kurz, belehrend und scharfsinnig. Die Tiere sind mit menschlichen Eigenschaften ausgestattet und deren Beziehungen zueinander nach dem Vorbild der Menschenwelt eingerichtet. In den Tiermärchen kommt die soziale Situation in allegorischer Form zum Ausdruck gebracht, schwache Tiere stehen den Stärkeren gegenüber. Damit spiegeln diese Märchen Gegensätze zwischen dem einfachen Volk und den Herrschenden wider. Hierbei kann das Märchen satirische Züge annehmen. Für diese Gruppe kann man unter den aserbaidschanischen Märchen „Der alte Löwe“ (Qoca aslan), und „Der schlaue Fuchs“ (Hiyləgər tülkü) nennen. Die aserbaidschanischen Volksmärchen bezwecken, eine moralische Lehre zu erteilen.
Die häufigsten Tiere in den aserbaidschanischen Volksmärchen sind schlaue Füchse, dumme Bären, böse Wölfe, Schlangen und Hähne. Am meisten verbreitet ist die Figur des schlauen Fuchses.

### Zaubermärchen
In den aserbaidschanischen Zaubermärchen liegt der Schwerpunkt auf phantastischen Elementen. Das Glück in solchen Märchen besteht in der Erlösung, die das charakteristische Motiv dieses Genres darstellt.
„Der tote Mehemmed“ (Ölü Məhəmməd), „Der Jäger Pirim“ (Ovçu Pirim), „Das Geheimnis der Stadt Benidasch“ (Bənidaş şəhərinin sirri), „Bachtijar“ (Bəxtiyar) sind einige Beispiele für die aserbaidschanischen Zaubermärchen.
Die Helden der Zaubermärchen kommen häufig aus mittleren und unteren Volksschichten. Diese Helden werden in Unterwelten, in Jenseitswelten, hinter Berge und Wälder geschickt, damit sie verzauberte Früchte und Blumen von dort holen.
Hirten oder Bauern helfen immer den Heldengestalten dieser Märchen. Der Held ist immer unbesiegbar. Feigheit, Kleinmut, Hilflosigkeit sind ihm fremd. Er ist Optimist. Weder siebenköpfige Dive (Ungeheuere), noch Drachen, die Flammen speien und phantastische Kräfte besitzen, können ihn erschrecken. Der Held überwindet alle Schwierigkeiten und Hindernisse, zerstört alle zauberhaften und geheimen Schlösser, rächt sich an grausamen Despoten.
In den aserbaidschanischen Zaubermärchen ist der Held ein gutherziger, mutiger, schuldloser, kluger oder naiver, geschickter, ausdauernder, arbeitsamer Mann, der den Kampf mit dem Bösen aufnimmt und sein Ziel nach zahlreichen Abenteuern und Kämpfen mit übernatürlichen und grausamen Kräften, Naturkatastrophen und Bösewichten erreicht.
In diesen Märchen gelangt der Held an sein Ziel sowohl durch Heldentaten als auch durch magische Gegenstände wie durch einen wunderbaren Stein, ein Zauberschwert oder durch magische Rosshaare.
Männliche Kraft und Frauenschönheit sind die zwei Hauptideale des aserbaidschanischen Märchens. Oft ist die Frauenschönheit so groß, dass der Mann den Anblick des schönen Weibes gar nicht ertragen kann, dass er sich kaum auf den Füßen halten kann oder gar besinnungslos hinstürzt.

### Schwank- und Sozialmärchen
Auch diese Märchen sind in Aserbaidschan sehr verbreitet. Sie werden in zwei Gruppen eingeteilt:
- Märchen über Ehepaare und deren Sorgen im Alltag
- Märchen über den Kampf von armen Leuten gegen die Reichen. Dazu gehört die Märchenfigur Keçəl (Glatzkopf)

Diese Märchen unterscheiden sich von den Zaubermärchen durch ihre Verbundenheit mit dem Leben und Alltag des Volkes.
Sie spiegeln feudalistische Verhältnisse wider. In diesen Märchen gibt es einige Andeutungen einer klassenmäßigen Differenzierung (Hirte, Jäger, Fischer, Padischah, Kadi, Kaufmann usw.) und mit der rechtlosen Lage des Volkes. Die positiven Helden sind arme Männer aus dem Volk. Ihre Gegenspieler sind Padischahs, Khane, Kaufleute, Kadis usw. Die Helden dieser Märchen – schlaue Glatzköpfe, Hirten, Schuster, Mützenmacher, Schneider usw. – benutzen in schwierigen Zeiten ihre Intelligenz und Schlagfertigkeit und besiegen die Herrschenden und die Reichen. Es werden in diesen Märchen Gerechtigkeit, Tapferkeit, Liebe zur Heimat, Barmherzigkeit, Ehrlichkeit usw. gepredigt.
Im Gegensatz zu einigen anderen orientalischen Märchen und dem darin vorherrschenden patriarchalischen Bewusstsein werden die Frauen in aserbaidschanischen Märchen als mutige Gestalten dargestellt. Oft sind sie vollberechtigte Mitglieder der Familie, Beraterinnern des Mannes. Wie der Held kann auch die Frau in die Fremde, ins Abenteuer ziehen. Sie hat großen Mut, Standfestigkeit und Charakterstärke. Auch sie kann gegen das Joch und die Ungerechtigkeit kämpfen. Gekleidet in Männerkleidung nimmt sie am Kampf gegen Feinde teil und versetzt ihnen erbarmungslose Schläge. Dazu können wir „Hassan Karas Erzählung“ als Beispiel nennen. Hier kämpft die Heldin des Märchens Günesch chatun als Recke und tötet die Feinde des Bräutigams.
In anderen Märchenvarianten wird ein anderes Frauenbild gezeigt. In den Märchen „Achmeds kluge Frau“, „Schükufe chanum“ wird ein über lange Jahrhunderte tradiertes Idealbild der klugen und geduldigen Ehefrau beschrieben. Der Leser sieht, wie die Frau mit ihrer Klugheit ihr Ziel erreicht.
In manchen aserbaidschanischen Sozial- und Schwankmärchen stehen Faulheit und Feigheit des Helden am Anfang: „Hambal Ahmed“, „Hachnasar“ und „Der faule Ahmed“ sind Beispiele dafür. Der Anfang des Märchens „Hachnasar“ handelt z. B. von der Feigheit des Helden: „Es war eine Frau, sie hatte einen feigen Mann mit Namen Hachnasar. Dieser Mann war so feige, dass er nicht aus dem Haus ging.“ Oder im Märchen „Der faule Ahmed“ sagt seine Mutter über ihn: „Er geht niemals auf die Straße und sagt immer: Gib mir Essen, sorge dafür, dass ich mich nicht erkälte.“ In diesen Märchen verwandeln sich Hachnasar und Ahmed im nächsten Handlungsabschnitt in mutige und fleißige Menschen. In diesen Märchen entsteht die positive Qualität des Helden nicht auf direktem Wege, sondern auf Umwegen.

## Übersetzungen ins Deutsche
Die erste Übersetzung der aserbaidschanischen Volksmärchen ins Deutsche von Alfred Hermann und Martin Schwind wurde im Jahre 1951 unter dem Titel „Die Prinzessin von Samarkand“ publiziert. Weitere aserbaidschanischen Volksmärchen, die ins Deutsche übersetzt wurden, sind „Der Hahn und der Padischah“ (Edition Holz und Kinderbuchverlag, Berlin 1977) und „Die versteinerte Stadt“ (Verlag Volk und Welt, Berlin, erschien 1964, 1975, 1978, 1980, 1984). In diese Sammlungen wurden 32 aus dem Volksmunde aufgezeichnete Märchen aufgenommen. Sie wurden der erwähnten fünfbändiger Ausgabe „Azərbaycan nağılları“ von M.H.Tahmasib entnommen. Weitere Übersetzungen aus dem Aserbaidschanischen wurden im Jahre 1978 in das Buch „Kaukasische Märchen“ aufgenommen („Achmed und die Meerjungfrauen“, „Von der Prinzessin und dem Goldschmiedelehrling“, „Jasamen und Schamil“, „Die Tochter des Schahs Anuschirwan“). Im Jahre 1980 erschien in München ein anderes Buch unter dem Titel „Kaukasische Märchen“. Darunter waren auch drei aserbaidschanische Märchen – „Die kluge Kaufmannsfrau“, „Die bärtige Ziege“, „Die Prinzessin von Samarkand“. In dem Buch „Sonnentochter“ wurden die aserbaidschanischen Märchen „Ibrahim“, „Das Märchen von Waisenknaben“, „Die Kaufmannstochter und die sieben Brüder“ publiziert.
Im Oktober 2007 wurden in Berlin „Volksmärchen aus Aserbaidschan“ herausgegeben. Es handelt sich hier um die erste deutschsprachige Sammlung der aserbaidschanischen Volksmärchen in der Bundesrepublik Deutschland in dieser Form. 17 Volksmärchen und eine Fabel von Abdulla Şaiq „Der Fuchs auf der Pilgerfahrt“ wurden in diese Sammlung aufgenommen.
Einige deutsche Übersetzungen von aserbaidschanischen Märchen sind wörtlich genau, bei anderen handelt es sich um eine freie Wiedergabe. Trotzdem wurde der Inhalt des Originaltextes auch bei den freien Übersetzungen beibehalten.